# Хуан Ґріс
Хуа́н Ґріс (ісп. Juan Gris, повне ім'я — Хосе Віктор'яно Ґонсалес-Перес ісп. José Victoriano González-Pérez; *23 березня 1887, Мадрид, Іспанія — †11 травня 1927, Булонь-сюр-Сен) — іспанський художник і скульптор, один із зачинателів мистецького напрямку кубізм.

## Біографія

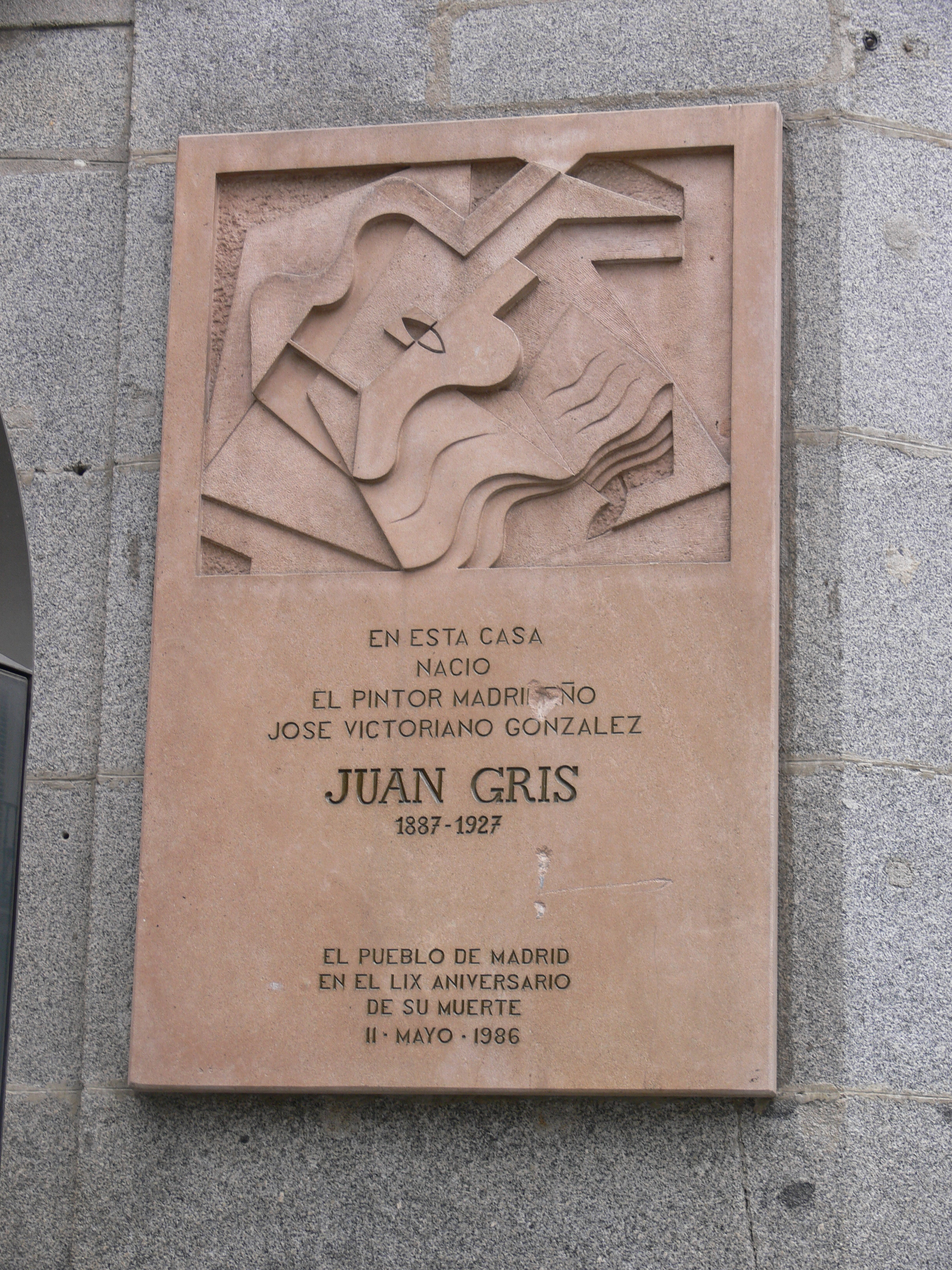
Меморіальна дошка на будинку (тепер готель «Європа»), де 1887 року народився Хуан Ґріс

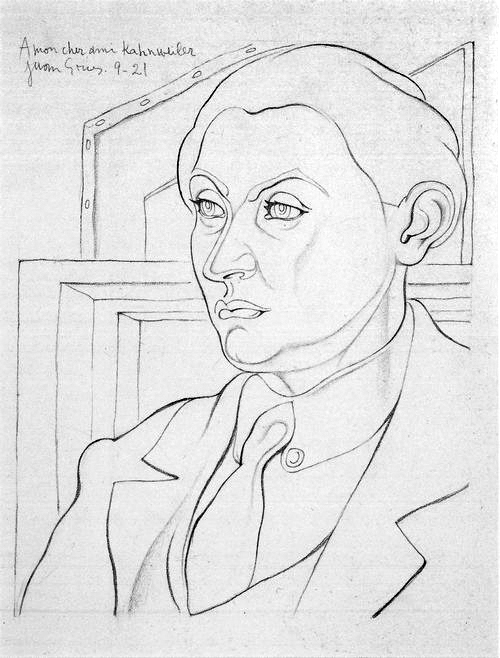
Малюнок Ґріса, 1921 р. Меценат і галеріст Даніель Анрі Канвейлер.

Хуан Ґріс народився 23 березня 1887 року в Мадриді (Іспанія).
Навчався у Мадридській школі мистецтв і ремесел, співпрацював з гумористичними часописами. У ранніх творах Ґріса відчутним є вплив модерну.
1906 року Хуан Ґріс переїхав до Парижа, де провів решту свого життя.
Тривалий час Ґріс проживав на Монмартрі у відомому богемному будинку Bateau-Lavoir. Саме тут, у Парижі, Хуан Ґріс познайомився з відомими митцями, критиками, поетами тощо, а також артдилерами та знавцями мистецтва — Матіссом, Модільяні (створив його портрет, 1915), Леже, Пікассо, Браком, Жакобом, Г. Стайн. Заприятелювавши з Пікассо, серйозно звернувся до малювання від 1911 року.
Головний жанр живопису Хуана Ґріса — натюрморт. Першу й одну з найбільш ранніх робіт Ґріса — портрет Пабло Пікассо — було виставлено 1912 року в Барселоні.
Ґріс узяв участь в ранній стадії розробки кубізму. Типовими для його творів цього періоду стають зображення фрагментів предметів, суміщення їхніх граней і обрисів, майже монохромна кольорова палітра. У 1912—15 роках митець еволюціонував у своїй творчості від аналітичного до синтетичного кубізму — картини цього часу є колажами (від 1913 року) фрагментів газет, шпалер, обгорток, етикеток тощо.
У період Першої світової війни Хуан Ґріс підтримував тісні дружні стосунки з Матіссом, який навіть допомагав йому фінансово. А картини Ґріса цього періоду, переважно натюрморти, стають м'якішими, як за кольорами, так і настроєм.
1919 року в Парижі відбулася перша персональна виставка Ґріса, потому були організовані експозиції в Берліні (1923) і Дюссельдорфі (1925).
У 1922—24 роках Ґріс співпрацював із Сергієм Дягілєвим та його трупою «Російський балет», займався ілюструванням книжок (твори Аполлінера та інших). У цей час художник використовував гуаш і акварель, продовжив свої експерименти з технікою колажа.
Хуан Ґріс помер 11 травня 1927 року в Булонь-сюр-Сен у Франції.

## Галерея
|                             |  |                                   |  |                         |  |                           |  |
| Портрет Пабло Пікассо, 1912 |  | Кухоль пива і гральні карти, 1913 |  | Арлекін з гітарою, 1919 |  | Натюрморт з гітарою, 1920 |  |